# Стоян Мичев
Стоян Владимиров Мичев – Лебеда е български политик от БКП, партизански деец, офицер и генерал-майор.

## Биография

### Произход, образование и младежки години
Роден е на 10 декември 1919 г. в пазарджишкото село (днес град) Стрелча. От 1933 до 1935 учи в гимназията в Копривщица. Прекъсва образованието си през 1935 г. и става книговодител в кооперацията в Стрелча. През 1936 г. продължава образованието си и до 1940 г. учи. Член е на РМС от 1934 г., а на БКП (т.с.) – от 1939 г.
През септември 1940 г. става студент в Агрономическия факултет на Софийския университет. Арестуван през август 1942 г. в родното си село. Успява да избяга от конвоя и от 8 август 1942 г. излиза в нелегалност и става партизанин и политкомисар на Партизанска бригада „Георги Бенковски“. Участва във Втората световна война срещу Нацистка Германия (1944), като помощник-командир на трета дружина от двадесет и седми пехотен чепински полк. От 10 ноември 1944 година е помощник-командир на двадесет и първи пехотен средногорски полк. Остава на този пост до май 1945 г. Тогава напуска армията по собствено желание и до декември същата година работи като завеждащ агитация и пропаганда в ОК на БКП.

### Военна дейност
От декември 1945 до октомври 1946 г. учи съкратен курс в Народното военно училище „Васил Левски“. От октомври 1946 до юни 1947 г. е командир на 4-ти граничен участък. Между юни и декември 1947 г. е началник на разузнавателната секция в щаба на гранични войски. Завършва академията „Фрунзе“ (януари 1948-ноември 1950). Между ноември 1950 и ноември 1951 г. е началник на Народното военно гранично училище. В периода ноември 1951-декември 1952 е помощник-началник щаб на Управление „Гранични войски“. Със заповед 7573 от 17 декември 1952 г. е уволнен „По разпореждане“ поради бронхиална астма. От юни 1953 г. е заместник-командир по строевата част на втора стрелкова дивизия. Остава на този пост до ноември 1953 г. Между ноември 1954 и февруари 1955 г. е началник на катедра „Военни дисциплини“ във Военната академия „Г.С.Раковски“. От 1 февруари до 27 април 1955 г. е началник на катедра „Обща тактика“. В периода 27 април 1955 – 14 октомври 1959 г. е заместник-началник на управление „Кадри“ в Министерството на народната отбрана. По-късно е професор. От 14 октомври 1959 г. е командир на първа учебна мотострелкова дивизия. От 30 април 1951 г. е полковник, а от 1964 г. е генерал-майор. По това време е заместник-началник на Военната академия по оперативно-тактическата подготовка. Носител е на орден „Народна република България“ I ст. (1969)

## Образование
- Копривщенска гимназия (1933 – 1935; 1936 – 1940)
- Софийски университет (1939 – 1942), незавършено
- Народно военно училище „Васил Левски“ (декември 1945-октомври 1946)
- Военна академия „Фрунзе“ (1 януари 1948-ноември 1950)

## Библография
- Мичев, Стоян. За законите и принципите на съветската военна наука.   София, Военно издателство, 1977. с. 277.